# هانا بيرغر
هانا بيرغر (بالألمانية: Hanna Berger)‏ (و. 1910 – 1962 م) هي معلمة موسيقى، ومصممة رقص من ألمانيا، والنمسا، وألمانيا النازية، ولدت في فيينا، كانت عضوةً في الحزب الشيوعي النمساوي، توفيت في برلين، عن عمر يناهز 52 عاماً.